# Michael Hugentobler (Politiker)
Michael Hugentobler (* 6. Februar 1981 in St. Gallen) ist ein Schweizer Unternehmer, früherer Lehrer und ehemaliger Politiker (CVP) aus dem Kanton St. Gallen.

## Leben
Hugentobler wuchs in St. Gallen auf. 1988 begann er die Primarschule St. Gallen, ging anschliessend in die Sekundarschule KKSS Kloster, 2003 schloss er das Lehrerseminar Rorschach ab. In der Schweizer Armee diente er anschliessend 2003/04 als Internetoffizier der Territorialregion 4. 2003/04 gründete er ein Unternehmen für Webdesign und arbeitete als Skilehrer. Ab 2004 war er Fachlehrperson an der katholischen Sekundarschule Flade in St. Gallen. 2006 bis 2009 studierte er „Bachelor of Science in secundary education, phil 2“ an der Pädagogischen Hochschule St. Gallen. Ab 2009 war er Klassenlehrer für Mathematik an der Sekundarschule Flade. Von 2012 bis 2014 studierte er Wirtschaftsrecht an der Fernfachhochschule Schweiz.
Hugentobler übte den Lehrerberuf bis Juli 2017 aus, zuletzt an der katholischen Sekundarschule Flade in St. Gallen. Ab 2014 bis am 14. Januar 2019 war er an der Schule als IT-Verantwortlicher, IT-Supporter und -Berater tätig, ab August 2018 im Auftragsverhältnis mit seinem Unternehmen.
Zu dieser Zeit war er Mitinhaber und Geschäftsführer einer Web-Agentur, er schied nach der Verurteilung aus dem Unternehmen aus. Hugentobler ist seit 2016 verheiratet und hat einen Sohn (Stand 2018). Seine Bürgerorte sind St. Gallen, Oberuzwil und Bichwil SG.
Ab 2012 war er Vizepräsident des Stiftungsrats des Historischen und Völkerkundemuseums St. Gallen.

## Politische Karriere
In der Politik war Hugentobler ab Juni 2016 Mitglied des Kantonsrats und Vorsitzender der Fachkommission Bildung und Erziehung der CVP. Von 2014 bis 2017 war er Präsident der CVP der Stadt St. Gallen.
Von 2008 bis 2018 war er Mitglied des Stadtparlaments St. Gallen. Von 2013 bis 2016 war er Präsident der Geschäftsprüfungskommission der Stadt St. Gallen. Ab 2017 war er ausserdem Vizepräsident der CVP-GLP-Fraktion im Kantonsrat.
Am 14. Januar 2019 legte er sein Amt als Kantonsrat nieder und trat aus der CVP aus, nachdem bekannt wurde, dass er im Dezember 2018 per Strafbefehl wegen versuchter sexueller Handlungen mit einem Kind und Pornografie zu einer bedingten Geldstrafe von 180 Tagessätzen zu je 100 Franken und einer zahlbaren Busse in Höhe von 3600 Franken rechtskräftig verurteilt worden war. Er gab sein Lehrerpatent ab.